# Eckhard Klewin
Eckhard Manfred Klewin (* 19. Mai 1934 in Berlin) ist ein Brigadegeneral außer Dienst des Heeres der Bundeswehr.

## Leben
Klewin trat am 1. April 1957 beim III. Bataillon des Feldartillerieregiments 4 in Weiden in der Oberpfalz in die Bundeswehr ein und durchlief als Offizieranwärter die Offizierausbildung zum Offizier des Truppendienstes der Artillerietruppe an der Heeresoffizierschule III in München und der Artillerieschule in Idar-Oberstein. Am 1. April 1959 wurde er zum Leutnant und am 1. Juli 1960 zum Oberleutnant befördert. Er hatte erste Verwendungen als Zugführer, Offizier für Militärisches Nachrichtenwesen und Personal (S2/S1) sowie Batteriechef im Panzerartilleriebataillon 145 in Niederlahnstein. Im Juni 1964 wurde er Hauptmann.
Von 1965 bis 1967 absolvierte Klewin den 8. Generalstabslehrgang Heer an der Führungsakademie der Bundeswehr in Hamburg, wo er zum Offizier im Generalstabsdienst ausgebildet wurde. Im September 1967 wurde er zum Major ernannt, war anschließend Referent im Führungsstab des Heeres III 1 im Bundesministerium der Verteidigung in Bonn, wurde im April 1971 Oberstleutnant und im Oktober 1972 Bataillonskommandeur des Panzerartilleriebataillons 145 in Lahnstein. Am 13. August 1974 wurde er Hörsaalleiter für Truppenführung an der Führungsakademie der Bundeswehr in Hamburg, im Oktober 1976 Oberst und im Oktober 1977 Referatsleiter in der Stabsabteilung VI im Führungsstab des Heeres.
Klewin war von Oktober 1979 bis März 1984 Brigadekommandeur der Panzergrenadierbrigade 16 in Wentorf bei Hamburg, wo er im April 1983 zum Brigadegeneral ernannt wurde und anschließend bis März 1986 Korpsartilleriekommandeur des I. Korps in Münster sowie Kommandeur des Artilleriekommandos 1. Im April 1986 wechselte er ins Heeresamt nach Köln als Abteilungsleiter VI und General Kampfunterstützungstruppen. In seiner letzten Verwendung war er Abteilungsleiter IX und General der Artillerie im Heeresamt. Mit Ablauf des September 1991 wurde er in den Ruhestand versetzt.
Klewin ist verheiratet und hat ein Kind.

## Auszeichnungen
- Verdienstkreuz am Bande des Verdienstordens der Bundesrepublik Deutschland
- Offizier der Legion of Merit